# زينب علي أبو غنيمة

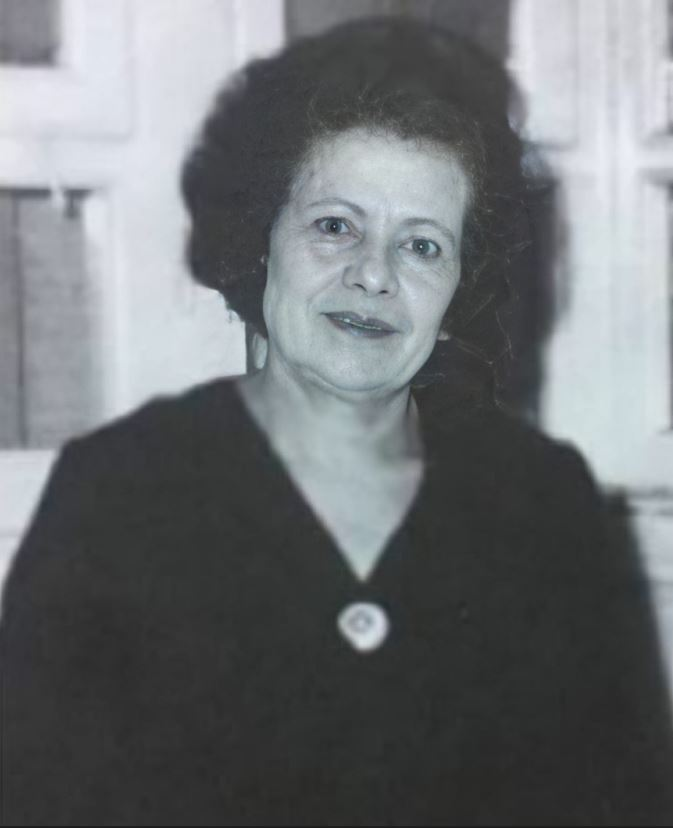
زينب علي أبو غنيمة في الستينيات.

زينب علي أبو غنيمة  معلمة أردنية و تعد أول معلمة في المرحلة الثانوية في الأردن، ولدت عام 1905 في إربد، وتلقت تعليمها المبكر في المنزل تحت إشراف إخوتها المثقفين محمود ومحمد وحسن أبو غنيمة. وقد مكنها التعليم المنزلي الذاتي التأسيسي من الالتحاق بمدرسة البيمارستان في دمشق عام 1919. تخرجت بعد إكمال عامين من المدرسة الثانوية وبدأت بعد ذلك حياتها المهنية في التدريس.

### مهنة لاحقة
بعد انقطاع قصير عن التدريس، عادت زينب إلى قطاع التعليم عام 1955. انتقلت إلى عمان وأصبحت مديرة مدرسة الأميرة عالية في جبل اللويبدة من عام 1957 إلى عام 1960، حيث استمرت في التأثير على الشابات وتوجيههن حتى تقاعدها.

## التكريم
تم الاعتراف رسميًا بمساهمات زينب أبو غنيمة في التعليم في عام 1973 عندما منحها الملك حسين وسام التربية من الدرجة الأولى في حفل خاص لتكريم رواد التعليم. لقد ترك إرثها كرائدة في مجال التعليم ودورها كأول معلمة في المرحلة الثانوية في الأردن بصمة لا تمحى في تاريخ البلاد، مما ألهم أجيالاً من النساء لمتابعة مهن في التعليم والقيادة. واصلت زينب نشاطها الاجتماعي والخيري بعد تقاعدها. توفيت في عام 1996. وتبعتها شقيقتها آمنة كمعلمة أردنية.

## الحياة الشخصية
كانت زينب أبو غنيمة متزوجة من سعيد الناصر.